# Бішкураєво (Ілішевський район)
Бішкура́єво (рос. Бишкураево, башк. Бишҡурай) — село у складі Ілішевського району Башкортостану, Росія. Адміністративний центр Бішкураєвської сільської ради.
Населення — 433 особи (2010; 469 у 2002).
Національний склад:
- башкири — 97 %